# Henri Ier d'Anhalt
Henri Ier, né vers 1170 et décédé entre le 8 mai 1251 et le 17 mai 1252, issu de la maison d'Ascanie, fut comte d'Anhalt en 1212 et prince de 1218 à sa mort. Fils aîné du duc Bernard III de Saxe, il devenait l'ancêtre de la branche d'Anhalt régnante jusqu'à l'abdication du duc Joachim-Ernest en 1918.

## Biographie
Henri Ier est le fils aîné de Bernard, à ce temps comte de Ballenstedt en Saxe, et de son épouse Brigitte (ou Jutta), une fille du roi Knut V de Danemark (selon une autre théorie, une fille du duc polonais Mieszko III le Vieux). Bernard, lui-même fils du margrave Albert de Brandebourg († 1170), a reçu le titre de duc de Saxe après la chute de Henri le Lion par l'empereur Frédéric Barberousse en 1180. Henri est resté fidèlement attaché à la dynastie des Hohenstaufen dont il devint un défenseur infatigable en conflit avec l'empereur Otton IV et la puissante famille des Welf (guelfes et gibelins).

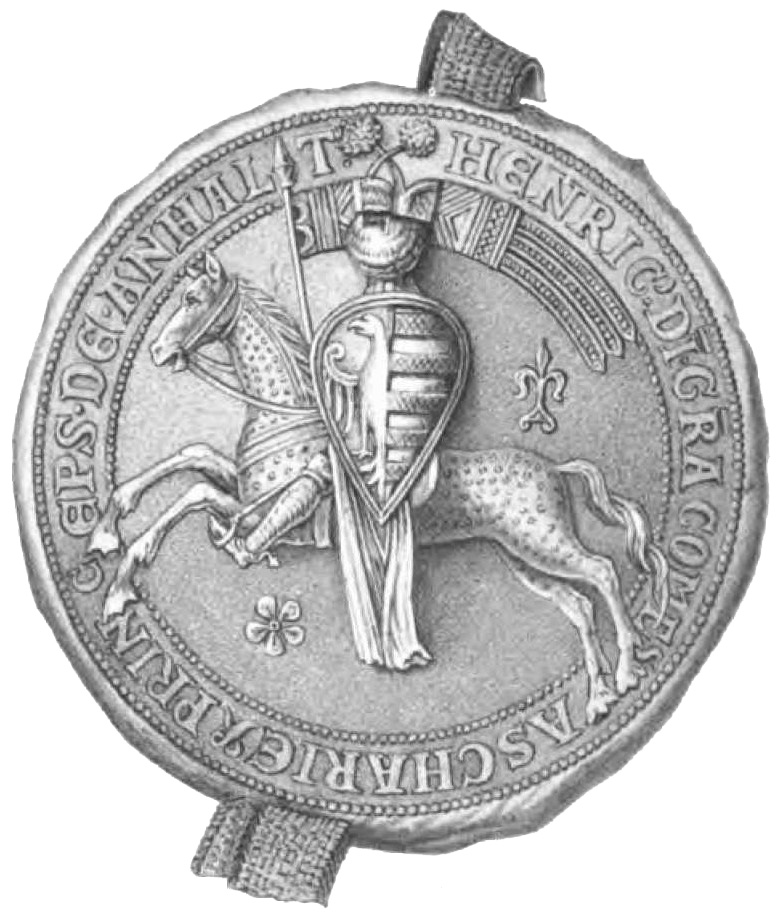
Sceau du prince Henri d'Anhalt.

À la mort du duc Bernard III en 1212, Henri divise les possessions saxonnes avec ses frères survivants selon les règles successorales des Ascaniens: Henri reçoit les territoires héréditaires de la famille autour de Ballenstedt et d'Aschersleben, tandis que son frère cadet Albert fut l'héritier du titre de duc de Saxe. En 1218, Henri est élevé au rang de prince (en allemand : Fürst) ; il était le premier à avoir porté le titre « prince d'Anhalt » en et fut le vrai fondateur de la branche cadette d'Anhalt, nommée d'après un château familial dans les montagnes du Harz au-dessus de Ballenstedt.
Parmi les ministériels du prince Henri figure notamment Eike von Regow, l'un des plus célèbres érudits en matière de droit de son époque. Provenant de Reppichau en Ostphalie, il était le compilateur du Miroir des Saxons, le plus important code de lois du Saint-Empire au Moyen Âge. 
Henri d'Anhalt est connu, lui, comme Minnesänger : deux de ses Minnelieder (chants d'amour) en cinq couplets figurent dans le Codex Manesse, un recueil manuscrit d'une grande beauté réalisé à Zurich au début du XIVe siècle.
Avant sa mort, vers l'an 1244, Henri Ier partage lui aussi ses domaines patrimoniaux à gauche et à droite de l'Elbe et de la Saale entre ses fils : Henri II hérite d'Aschersleben, Bernard reçoit Bernbourg, et Siegfried prend Zerbst. Ses trois autres fils cadets, Hermann, Magnus et Otto, deviennent des ecclésiastiques. Henri meurt vers 1252 et a été enterré à Ballenstedt.

## Union et postérité
Il épouse vers 1215 Irmgarde de Thuringe, fille d'Hermann Ier de Thuringe, qui lui donne onze enfants :
- Henri II (1215-1266), prince d'Anhalt-Aschersleben, marié en 1245 avec Mathilde, fille du duc Othon Ier de Brunswick ;
- Jutta († 1277), mariée en 1231 avec le prince Nicolas Ier de Mecklembourg-Werle ;
- Sophia († 1272), épousa en premier mariage Othon VII d'Andechs, duc de Méranie et comte palatin de Bourgogne, en 2e mariage le comte saxon Siegfried de Regenstein et en 3e Otto de Hadmersleben ;
- Bernard Ier (1218-1287), prince d'Anhalt-Bernbourg, marié en 1258 avec Sophia, fille du roi Abel de Danemark ;
- Albert († 1245), moine franciscain ;
- Edwige († 1259), mariée en 1242 avec Boleslas II le Chauve, duc de Silésie ;
- Siegfried Ier (1230-1298), prince d'Anhalt-Zerbst, marié en 1259 avec Catherine Folkungaätten, fille de Birger Jarl ;
- Hermann († 1289), chanoine à la cathédrale de Halberstadt en 1243, prévôt en 1245/89 ;
- Magnus († 1264) prévôt à la cathédrale de Lebus (Lubusz) ;
- Otto († 1246), chanoine à la cathédrale de Magdebourg ;
- Gertrude († 1275), chanoinesse 1249, abbesse de Gernrode de 1260.